# Liga de Ascenso de Honduras 2013-14
El torneo de Liga de Ascenso de Honduras 2013-14 será el campeonato de la Liga de Ascenso de Honduras que definirá al campeón del Torneo Apertura 2013-14, equipo que obtendrá un cupo para jugar la Super Final ante el campeón del Torneo Clausura 2013-14, este partido definirá al equipo que participara en la Liga Nacional de Fútbol de Honduras.
El campeonato se jugará mediante el sistema todos contra todos. Los primeros 2 equipos en la tabla de su grupo clasificarán a los cuartos de final. En el Torneo Apertura no habrá descensos ni ascensos, pero los puntos de los equipos serán sumados para definir descensos y ascensos en el Torneo Clausura 2013.

## Clasificación de equipos

### Zona Centro

#### Grupo A (Centro)
|  |    | Equipos de fútbol      |  | PJ | G | E | P | GF | GC | Dif | Pts |
|  | -- | ---------------------- |  | -- | - | - | - | -- | -- | --- | --- |
|  | 1. | Jaguares de UPNFM      |  | 0  | 0 | 0 | 0 | 0  | 0  | 0   | 0   |
|  | 2. | Atlético Esperanzano   |  | 0  | 0 | 0 | 0 | 0  | 0  | 0   | 0   |
|  | 3. | Atlético Independiente |  | 0  | 0 | 0 | 0 | 0  | 0  | 0   | 0   |
|  | 4. | FC Marcala             |  | 0  | 0 | 0 | 0 | 0  | 0  | 0   | 0   |
|  | 5. | Cobán Athletic         |  | 0  | 0 | 0 | 0 | 0  | 0  | 0   | 0   |
|  | 6. | Comayagua FC           |  | 0  | 0 | 0 | 0 | 0  | 0  | 0   | 0   |

### Grupo B (Centro)
|  |    | Equipos de fútbol  |  | PJ | G | E | P | GF | GC | Dif | Pts |
|  | -- | ------------------ |  | -- | - | - | - | -- | -- | --- | --- |
|  | 1. | Juticalpa FC       |  | 0  | 0 | 0 | 0 | 0  | 0  | 0   | 0   |
|  | 2. | Atlético Olanchano |  | 0  | 0 | 0 | 0 | 0  | 0  | 0   | 0   |
|  | 3. | Alianza Becerra    |  | 0  | 0 | 0 | 0 | 0  | 0  | 0   | 0   |
|  | 4. | San Isidro         |  | 0  | 0 | 0 | 0 | 0  | 0  | 0   | 0   |
|  | 5. | Valle FC           |  | 0  | 0 | 0 | 0 | 0  | 0  | 0   | 0   |
|  | 6. | Municipal Valencia |  | 0  | 0 | 0 | 0 | 0  | 0  | 0   | 0   |

### Zona Norte

#### Grupo A (Norte)
|  |    | Equipos de fútbol      |  | PJ | G | E | P | GF | GC | Dif | Pts |
|  | -- | ---------------------- |  | -- | - | - | - | -- | -- | --- | --- |
|  | 1. | Social Sol             |  | 0  | 0 | 0 | 0 | 0  | 0  | 0   | 0   |
|  | 2. | Atlético Esperanzano   |  | 0  | 0 | 0 | 0 | 0  | 0  | 0   | 0   |
|  | 3. | Atlético Independiente |  | 0  | 0 | 0 | 0 | 0  | 0  | 0   | 0   |
|  | 4. | FC Marcala             |  | 0  | 0 | 0 | 0 | 0  | 0  | 0   | 0   |
|  | 5. | Cobán Athletic         |  | 0  | 0 | 0 | 0 | 0  | 0  | 0   | 0   |
|  | 6. | Comayagua FC           |  | 0  | 0 | 0 | 0 | 0  | 0  | 0   | 0   |

- Datos: Q16591316